# 余健強
余健強，JP（？—），香港公務員，2020年3月中起出任油尖旺民政事務專員，2024年1月起兼任油尖旺區議會主席。余作為民政專員是香港政府在地區的代表，在區議會大會等場合聽取意見並表達政府立場；並兼任油尖旺地區管理委員會主席。

## 早年生涯
余健強於1998年香港大學畢業後同年投身政府政務主任職系，曾於多個政策局工作，包括民政事務局、前運輸局、前政制事務局、前教育統籌局、勞工及福利局、保安局、商務及經濟發展局和教育局。
接任油尖旺民政事務專員前，余為民政事務局首席助理秘書長（康樂及體育），主理香港的體育基建及盛事：監督康體用地的使用，就私人體育會契約新政策諮詢持份者；落實2017年1月《施政報告》公布的「體育及康樂設施五年計劃」，就個別項目到立法會爭取支持；參與300億元的啟德體育園規劃，和跨界別國際團隊合作；領導大型體育活動事務委員會秘書處，為受2019年社會事件影响的體育盛事推出特別資助計劃；處理康樂及文化事務署康樂事務部的管理、資源和立法等事宜，包括修例加強管制其轄下公園的噪音滋擾；管理戴麟趾爵士康樂基金；並完成香港體育設施的供求研究等。2020年3月緊急調任同局轄下油尖旺民政事務處。
2016至2019年調任教育局局長辦公室，協助兩屆政府的局長處理政務。
工餘兼讀課程，獲倫敦大學理學士（管理及法律）學位、香港中文大學社會科學碩士（企業傳訊）學位及香港大學專業進修學院的管理心理學深造証書等，並獲送到加利福尼亞大學柏克萊分校、北京的外交學院及清華大學進修。

## 爭議
在油尖旺民政處任內，余多次就不符區議會職能或撥款指引的議項向區議會抗議以至離場，包括「重組警隊」、「六四事件」、「反對港區國安法」、成立「十八區公民議政平台」及「教育專業議會」、「十二逃犯」、警察通例的傳媒定義、公共圖書館覆檢書籍、香港歷史博物館「香港故事」展覽、研究催淚彈的影響、在新年燈飾加入有爭議的圖案和口號、設立「社區意見板」、製作「被捕者權利手冊」和「香港和內地人權故事繪本或教材套」、拆除西洋菜南街的閉路電視系統等，他更完成該系統的檢討，在所有意見書均支持的情況下，向區議會表明會繼續使用該系統。

## 資料來源
1. ↑  羅家晴. . 香港01. 2020-03-17  [2020-08-09]. （原始内容存档于2020-12-02）.
2. ↑  . 香港特別行政區政府新聞公報 (新闻稿). 2020-03-17  [2020-08-09]. （原始内容存档于2020-03-17）.
3. ↑  黃詠榆. . 香港01. 2020-08-31  [2021-02-11]. （原始内容存档于2021-08-05）.
4. ↑  . 獨立媒體. 2021-01-21  [2021-02-11]. （原始内容存档于2021-01-28）.
5. ↑  . 貿易通. 2015-12-04.
6. ↑  . Yahoo!新聞. 2014-09-18.
7. ↑   (新闻稿). 政府新聞網. 2013-12-30  [2021-02-14]. （原始内容存档于2019-09-01）.
8. ↑  . 東網. 2020-01-22.
9. ↑  林兆彬. . 眾新聞. 2020-04-15  [2020-08-09]. （原始内容存档于2020-06-08）.
10. ↑  . 文匯報. 2021-01-09  [2021-02-14]. （原始内容存档于2021-01-28）.
11. ↑  呂諾君. . 香港01. 2020-05-26  [2021-02-13]. （原始内容存档于2020-09-28）.
12. ↑  . 頭條日報. 2020-12-24  [2021-02-11].
13. ↑  . 獨立媒體. 2020-05-20  [2021-02-11]. （原始内容存档于2020-11-22）.
14. ↑   (PDF). 油尖旺民政事務處. 2021-01  [2021-02-14].

| 政府职务        | 政府职务                           | 政府职务 |
| --------------- | ---------------------------------- | -------- |
| 前任者： 蔡亮   | 油尖旺民政事務專員 2020年3月18日－ | 現任     |
| 議會席位        |                                    |          |
| 前任者： 林健文 | 油尖旺區議會主席 2024年1月1日－    | 現任     |